# 休倫縣 (安大略省)
休倫縣（英語：Huron County）是加拿大安大略省西南部一個地方行政區，西面瀕臨休倫湖，北臨布魯斯縣，東北角與格雷縣為鄰，東及威靈頓縣和珀斯縣，南至米德爾塞克斯縣，西南鄰蘭布頓縣，縣治設於戈德里奇。據2011年人口普查所示，休倫縣有59100名居民。
上加拿大政府於1835年設立休倫縣，但當時只作選舉、民兵防衛、勘探和土地註冊之用，沒有地方行政功能；該縣的實際行政事務從1835年到1841年由倫敦區（District of London）負責，1841年起則改歸休倫區（District of Huron）。區級行政區別於1849年取消，其行政功能由縣級行政區別取代，休倫縣亦隨之正式成立縣級政府。

## 轄區
休倫縣轄下9個鎮鄉如下：
- 阿什菲爾德-科爾伯恩-瓦瓦諾許鄉（Township of Ashfield-Colborne-Wawanosh）
- 藍水自治區（Municipality of Bluewater）
- 中休倫自治區（Municipality of Central Huron）
- 戈德里奇鎮（Town of Goderich）
- 霍維克鄉（Township of Howick）
- 休倫東自治區（Municipality of Huron East）
- 莫里斯-特恩伯里自治區（Municipality of Morris - Turnberry）
- 北休倫鄉（Township of North Huron）
- 南休倫自治區（Municipality of South Huron）

## 外部連結
- （英文）休倫縣官方網站 （页面存档备份，存于）